# شبدر مودار
شبدر مودار (نام علمی: Trifolium hirtum) نام یک گونه از سرده شبدر است.